# Roland Batz
Roland Batz (* 5. August 1963 in Kelheim) ist ein deutscher römisch-katholischer Priester und Generalvikar des Bistums Regensburg.

## Leben
Roland Batz wurde als Sohn von Adam Batz und Wilfriede Batz, geb. Schmid geboren. Er absolvierte ab 1978 eine Ausbildung zum Industriemechaniker (Werkzeugmacher), bevor er 1985 sein Abitur machte. Er studierte von 1986 bis 1993 Theologie in Heiligenkreuz bei Wien, Eichstätt, Regensburg und Mainz. Er promovierte 2000 an der Theologischen Fakultät der Universität Regensburg.
Er empfing am 2. Juli 1994 im Regensburger Dom das Sakrament der Priesterweihe durch Manfred Müller. Anschließend war er von 1994 bis 1995 Kaplan in Sankt Josef, Weiden und war von 2001 bis 2011 Pfarradministrator in Illkofen. Am 1. Januar 2012 wurde er Diözesan-Caritasdirektor, am 1. September 2012 Geistlicher Beirat des Bundes Katholischer Unternehmer und am 1. Oktober 2013 Domkapitular. Er war Vorsitzender in kirchlichen Vereinen und Mitglied im Aufsichtsrat einiger kirchlicher Organisationen.
Zum 1. September 2021 ernannte ihn Bischof Rudolf Voderholzer zum Generalvikar der Diözese Regensburg und damit zum Nachfolger von Michael Fuchs.

## Veröffentlichungen
- Frauen in der Arbeitswelt (2001).
- Bibel, Barmherzigkeit und Bilanzen: kirchliche Sozialunternehmen im Spannungsfeld von Nächstenliebe und Markt (2018).

## Ehrungen
- 2011: Ernennung zum Monsignore[1]